# بخش کوهسار
بخش کوهسار یکی از بخش‌های تابعه شهرستان سلماس در استان آذربایجان غربی در شمال غربی ایران است. زبان مردم این بخش کردی کرمانجی بوده و اکثریت پیرو مذهب اهل سنت هستند.

## تقسیمات کشوری
دهستان‌های بخش کوهسار
مرکز بخش: کتبان
- دهستان چهریق (مرکز دهستان چهریق علیا)
- دهستان شپیران (مرکز دهستان دلزی)
- دهستان شناتال (مرکز دهستان کوزه‌رش)

## جمعیت
بنابر سرشماری مرکز آمار ایران، جمعیت بخش کوهسار شهرستان سلماس در سال ۱۳۹۵ برابر با ۳۱۰۰۹ نفر بوده است. مردم این بخش کُرد هستند و به زبان کُردی کرمانجی سخن می‌گویند.